# یوهانا هوفر
یوهانا هوفر (انگلیسی: Johanna Hofer؛ ۳۰ ژوئیهٔ ۱۸۹۶ – ۳۰ ژوئن ۱۹۸۸) یک هنرپیشه اهل آلمان بود. وی بین سال‌های ۱۹۲۶ تا ۱۹۸۲ میلادی فعالیت می‌کرد.
از فیلم‌ها یا برنامه‌های تلویزیونی که وی در آن نقش داشته است می‌توان به عابر پیاده اشاره کرد.